# Carel & Fouché
Etablissements Carel Fouché & Cie., oft auch nur Carel & Fouché oder Carel genannt, war ein französischer Maschinen- und Fahrzeugbaukonzern mit Sitz in Paris.

## Geschichte

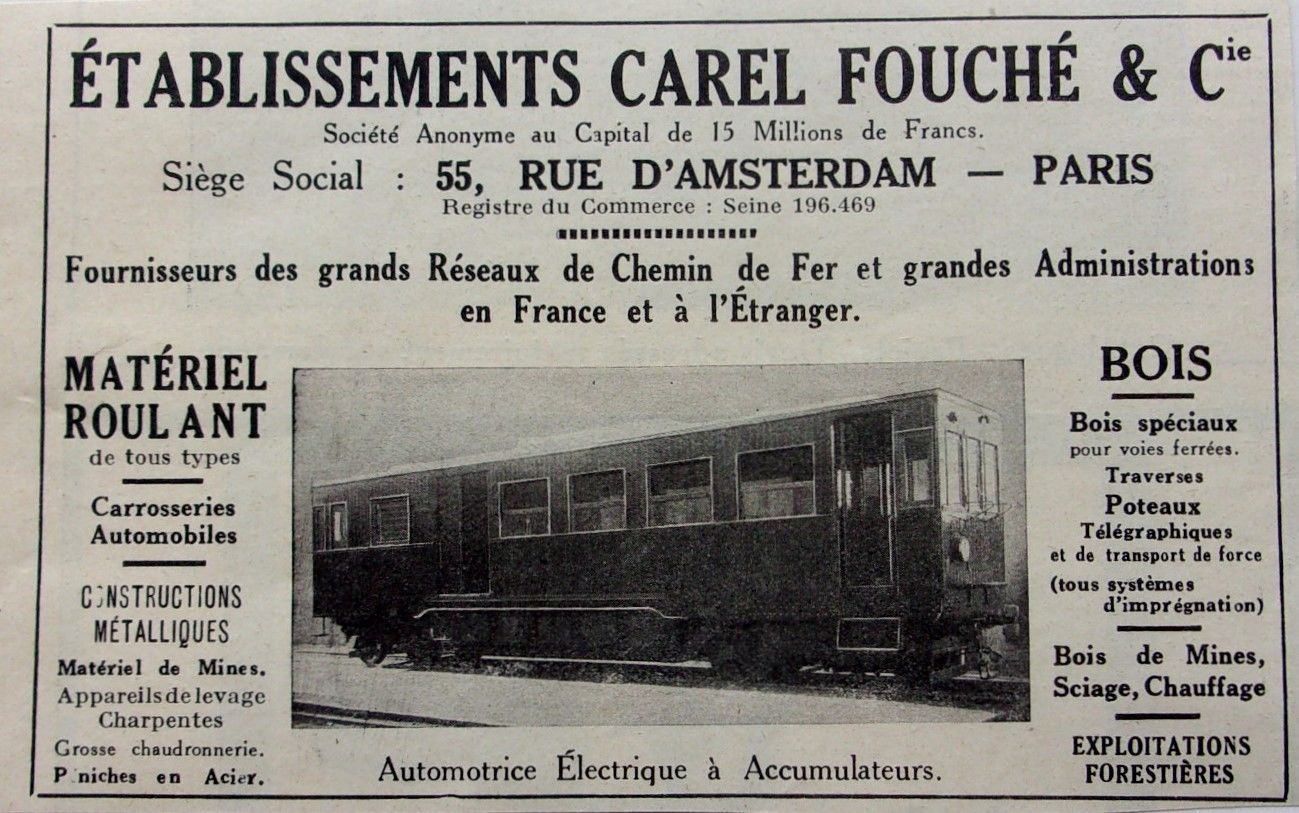
Inserat von 1929

Das Unternehmen war anfänglich im Holzhandel tätig und lieferte vor allem Bahnschwellen und Telefonmasten. Im Jahre 1880 gründete Jules Carel eine Fabrik in Le Mans zum Bau von Fahrzeugen für schmalspurige Lokalbahnen. Die Firma wuchs schnell, sodass ab 1890 bei allen Ausschreibungen für Reisezugwagen, Güterwagen und Lokomotiven mitgeboten werden konnte. Auch konnten die Erzeugnisse nach Indochina, Madagaskar, Spanien, Italien, Griechenland und in die Antillen exportiert werden. Um die Jahrhundertwende firmierte das Unternehmen als Carel aîné, Fouché & Cie.
Im Jahre 1904 gründet Jules Carel und Ernest Fouché das Unternehmen Etablissements Carel Fouché & Cie., das auf die Herstellung von Eisenbahnwagen spezialisiert war.
1919 wurde das Schwellen- und Telefonmasten-Geschäft in das Unternehmen Carel, Fauché & Cie. – L.Bringer ausgelagert, an dem sich der Bauunternehmer Louis Bringer beteiligte. Das Unternehmen wendete für seine Produkte das Holzschutzverfahren der Druckimprägnierung mit Kreosot an. Es nannte sich später S.A.R.L. Le Poteau Moderne und wurde 1960 zur Société Nouvelle des Etablissements Bringer.
Im Jahre 1927 zählt das Unternehmen über 10.000 Mitarbeiter, die Hälfte des Kapitals gehört dem Investor André Vincent. Ab den 1930er-Jahren stellte Carel Fouché Michelin-Triebwagen und Autokarosserien her. Das Unternehmen hatte 1935 über 30 Mio. Francs Schulden und musste durch die Banque nationale de Crédit (BNC), einem Vorgänger der BNP Paribas saniert werden.
Das Unternehmen erwarb 1935 die Lizenz zur Herstellung von Reisezugwagen nach dem Budd-Verfahren. Bei dieser Bauweise werden rostfreie Bleche, französisch acier inoxydable mit Punktschweißen zu tragenden Strukturen zusammengefügt. Die so entstandenen Wagenkasten benötigten für den Korrosionsschutz keinen Anstrich. Nach dem verwendeten Material werden diese Fahrzeuge meist als Inox-Wagen bezeichnet. 1949 verkaufte BNC, der Hauptgläubiger von Carel & Fouché, einen Teil der Aktien des Unternehmens an Budd, sodass das amerikanische Unternehmen direkt an der Firma beteiligt war.
Während dem Zweiten Weltkrieg Jagdflugzeuge gebaut. Im Jahre 1949 wurde die Societe des Ateliers des Deux-Synthe übernommen, die bei Dünkirchen Binnenschiffe herstellte. Später diversifiziert sich Carel Fouché in Richtung Krananlagen und Fluggastbrücken. Ab 1966 war die Firma Unterlieferant von Jeumont-Schneider und stellte in dieser Funktion Wagenkasten für die New York City Subway her. Das Auftragsverhältnis blieb bis zur Werksschließung bestehen.
1968 fusionierte das Unternehmen mit Soudure Electrique Languepin, einem führenden Hersteller von Widerstandsschweißmaschinen – die neue Bezeichnung des Unternehmens war Carel Fouché Languepin. Der Firmensitz wurde 1980 nach Aubevoye verlegt. Das Unternehmen stellte nun auch Bioreaktoren und Anlagen zur Müllverbrennung her.
Der Eisenbahnfahrzeugbau von Carel Fouché wurde von GEC-Alstom übernommen, die auch das Eisenbahngeschäft von Jeumont-Schneider übernahm. 1985 wurde aus dem Unternehmen Carel Fouché Industrie (CFI) mit Firmensitz in La Défense, das seinen Umsatz zu etwa 80 % im Bahnbereich machte. Es zählte damals 1500 Mitarbeiter und wurde 1989 aufgelöst.

## Standorte
Carel & Fouché war an mehreren Standorten tätig:
- Le Mans – 1880 gegründet, ältestes Werk von Carel Fouché, Bau von Eisenbahnfahrzeugen, in den 1930er-Jahren einer der wichtigsten Arbeitgeber im Departement Sarthe,[1] das im Quartier Miroir gelegene Werksgelände war 6,5 ha groß und beschäftigte bis zu 900 Mitarbeiter, 1988 geschlossen
- Aubevoye – Bau von Eisenbahnfahrzeugen, ab 1980 auch Geschäftssitz, 1989 geschlossen[10]
- Deux-Synthes bei Dünkirchen – von 1932 bis 1960 Bau von Binnenschiffen, Werk der 1949 übernommenen Societe des Ateliers des Deux-Synthe, 40 ha großes Werksgelände mit Arbeitersiedlung, 1971 geschlossen

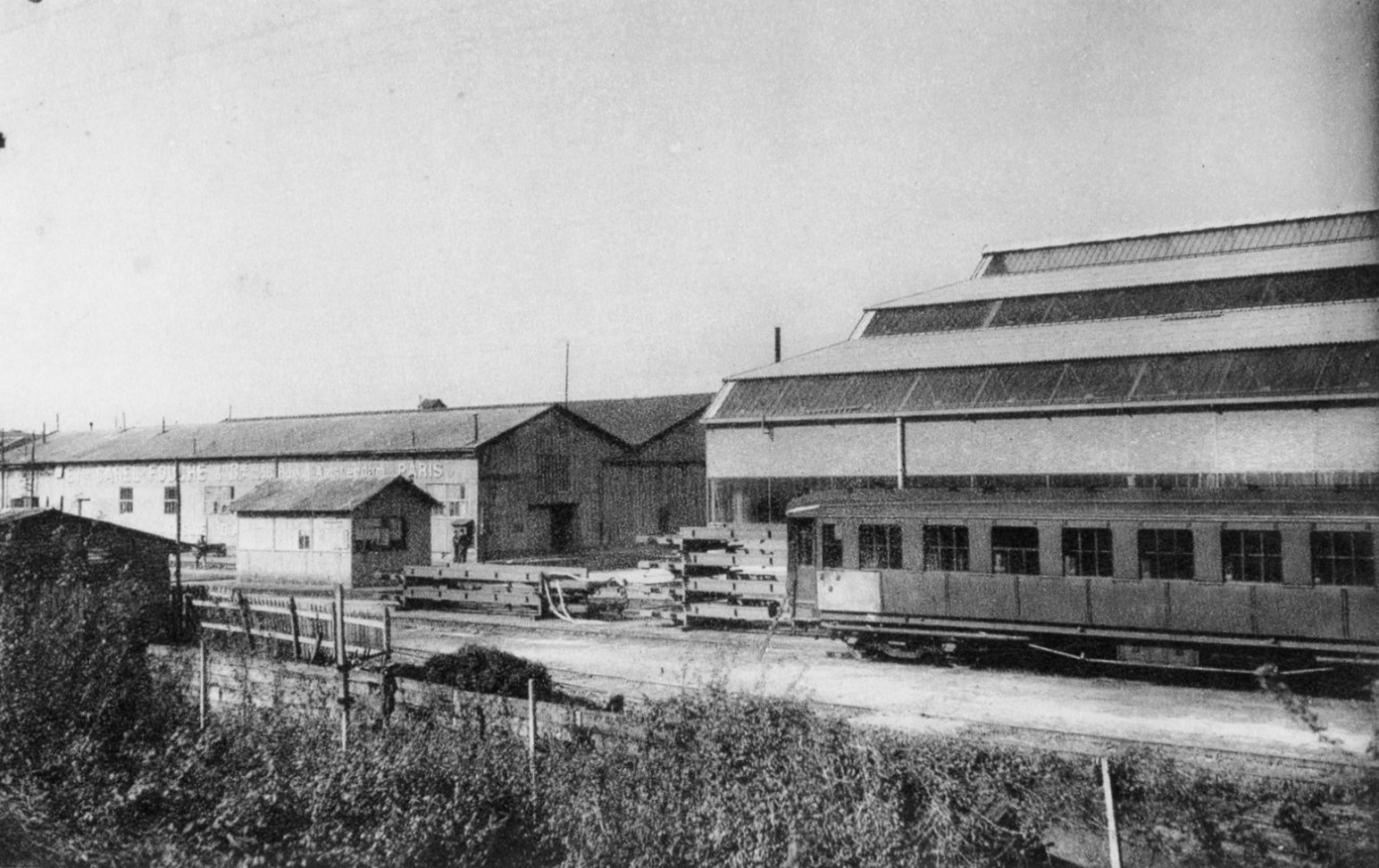
Fabrik in Aubevoye ca. 1930

### Holzverarbeitung
Die folgenden Standorte befassten sich ausschließlich mit der Holzverarbeitung und wurden 1919 in die Carel, Fauché & Cie. – L.Bringer eingebracht.
- Entressen bei Istres – Schwellenwerk
- Dieppe – Schwellenwerk
- Mérignac – Schwellenwerk[11]
- Motérolier-Buchy – Schwellenwerk
- Sarlièvre-Cournon – Schwellenwerk
- Thourotte – Schwellenwerk
- Beaumont-le-Roger – Schwellenwerk
- Blois – Telefonmasten[11]
- Brioude – Schwellenwerk[11]

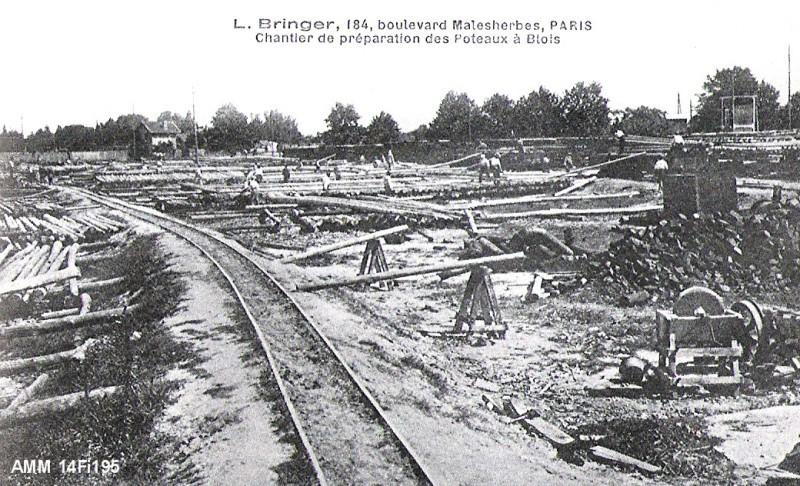
Fertigung von Telefonmasten in Blois durch L. Bringer
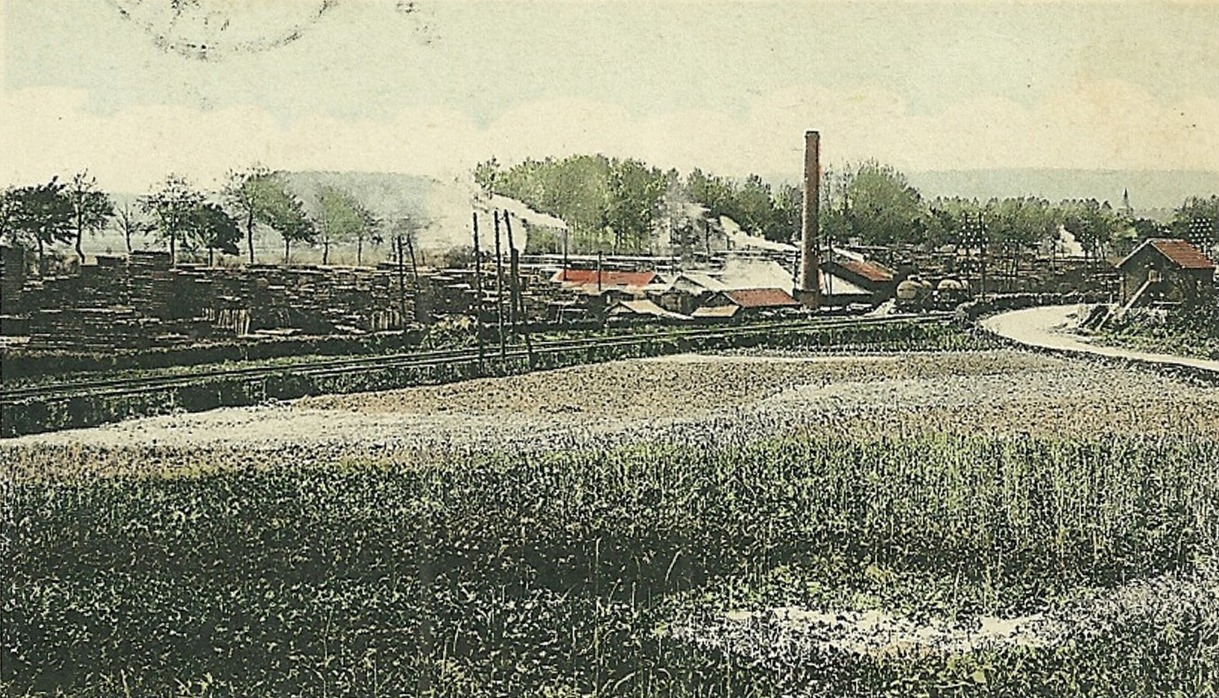
Schwellenwerk in Thourotte

## Produkte

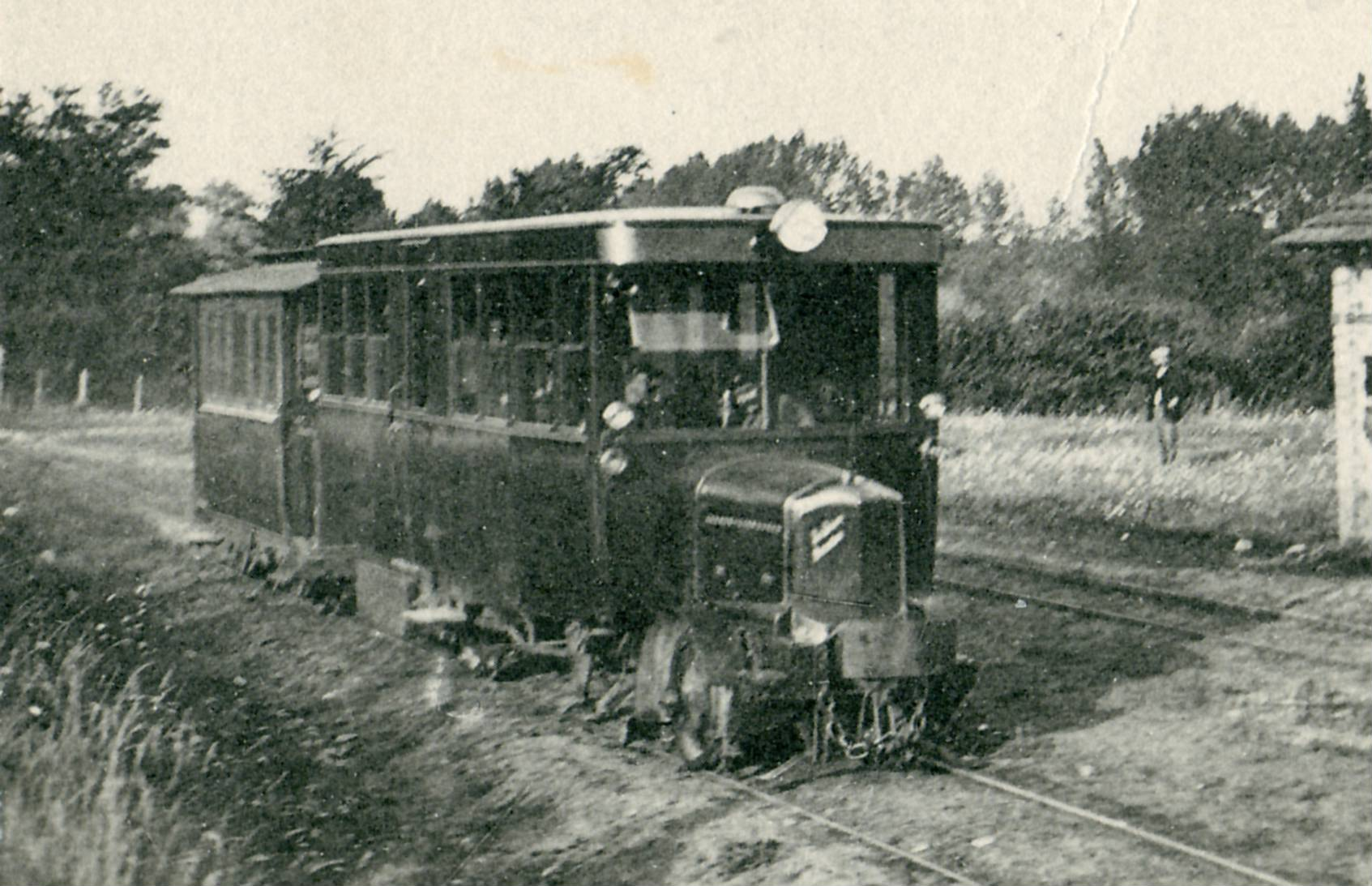
Nebenbahn-Triebwagen von De Dion-Bouton mit Wagenkasten von Carel Fouché & Cie
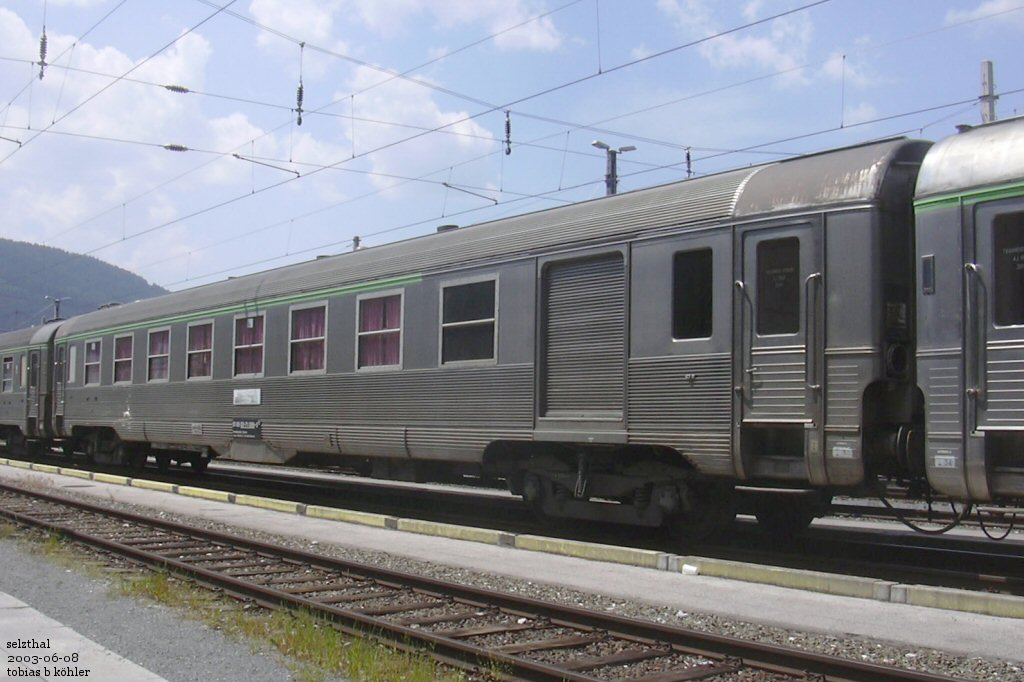
Inox-Wagen